# Сатору Годжьо
Сатору Годжьо (яп. 五条 悟, Gojō Satoru) — персонаж з манги Jujutsu Kaisen, створеної Ґеґе Акутамі. Хоча Ґоджьо з'являється з початку Jujutsu Kaisen, його офіційний дебют відбувається у приквелі Jujutsu Kaisen 0, де він виступає наставником проклятого підлітка Юти Октоцу в Токійському магічному технікумі. У Jujutsu Kaisen Ґоджьо відіграє ту саму роль, але наставляє студента Юджі Ітадорі, який страждає від подібного прокляття, допомагаючи йому стати сильнішим та захищаючи інших персонажів серії.
За задумом автора, Ґоджьо був створений як грізний і водночас привабливий персонаж, який любить своїх учнів. Його озвучують Кайдзі Тан англійською мовою та Юічі Накамура японською в аніме-адаптації від студії MAPPA.
Персонаж був добре сприйнятий широкою публікою за його безтурботний характер і силу, виявлену під час захисту своїх учнів, ставши проривним персонажем серіалу. Крім того, його роль у приквелі Jujutsu Kaisen 0 отримала схвалення за глибокий образ, зокрема завдяки його відносинам з антагоністом Сугуру Гето.

## Концепція та створення
Ґеґе Акутамі створив Сатору Годжьо з ідеєю зробити його одним із найсильніших персонажів у всій серії, але водночас зрозумілим для читачів. Однією з ключових ідей у його дизайні є пов'язка на очах, яку він носить, хоча завдяки своїм надприродним здібностям він все ще може бачити. Його яскраво-блакитні очі, обдаровані від народження, так звані «Шість очей», наділені екстрасенсорними здібностями, що дозволяють йому бачити, розпізнавати та маніпулювати проклятою енергією, а також посилювати свою власну техніку «Безмежність». У своєму дебюті в Jujutsu Kaisen 0 Акутамі пов'язав Годжьо та Юту Оккоцу з Мічізане Сугаварою, відомою постаттю в історії Японії, пояснюючи, від кого обидва персонажі успадкували свої надприродні сили. Це було зроблено як данина пам'яті його покійному редактору Яманаці. Дизайн Годжьо мав зображати привабливого чоловіка, якого часто називають бісьонен. Дизайн його обличчя був натхненний одним з головних персонажів Naruto, чиє обличчя також було частоко приховане пов'язками. Стосовно стосунків Годжьо з його учнями, особливо Юджі Ітадорі та Ютою Оккоцу, Акутамі описує їхні стосунки просто, оскільки він стверджує, що Ґоджьо лише хоче, щоб такі бешкетники, як вони, стали сильними. Незважаючи на загальноприйнятий японський звичай звертатися до інших за прізвищем, Годжьо звертається до кожного зі своїх учнів по імені. Акутамі зазначив, що прийняв це рішення, оскільки побачив, що Годжьо не має належного ставлення до таких соціальних традицій.

## Поява

### Jujutsu Kaisen 0
Чаклун, який працює вчителем у Токійському магічному технікумі. Він носить титул «Найсильнішого», хоч і самопроголошений; однак більшість союзників і ворогів рідко заперечують цей титул і загалом вважають його одним із найнебезпечніших людей на планеті. Під час подій Jujutsu Kaisen 0 Годжьо завербує Юту Оккоцу, старшокласника, якого супроводжує його проклятий дух Ріка Орімото, і переконує його приєднатися до Школи Магії. У цей час Годжьо організовує тренування Юти з учнями попереднього року — Пандою, Макі Зенін і Тоге Інумакі, щоб допомогти йому контролювати своє прокляття та розвинути дружні стосунки. Прокляття Юти привертає увагу Сугуру Гето, колишнього учня Школи Магії та давнього друга Годжьо, який хоче заволодіти прокляттям Юти та створити світ, де існують лише чаклуни. Після поєдинку з Оккоцу, Гето зазнає важких поранень і пізніше Годжьо його страчує. Після цього Годжьо допомагає Юті зрозуміти справжню природу його прокляття та здібностей.

### Jujutsu Kaisen
Завдяки своїм здібностям Сатору здобув велику повагу серед чаклунів і має значний вплив у світі чаклунства. Він переконує керівництво коледжу залишити Юджі Ітадорі живим, поки той не поглине всі пальці Сукуни. Годзьо навчає Юджі, Меґумі Фушіґуро та Нобару Куґісакі. У день Кіотського Фестивалю Дружби Годжьо зустрічається з іншими викладачами, щоб спостерігати за подією. Коли на місце проникають зловмисники, він вирушає туди разом з Ютахіме та Йошінобу. Годжьо вирішує спочатку впоратися з Джузо та легко його перемагає. Пізніше він використовує техніку «Порожнеча Фіолетовий» на Ханамі, але він не впевнений, чи той був знищений.
Потім у манзі розкривається минуле Годжьо. Коли він і Ґето були другокурсниками, їм доручили супроводжувати Ріко Аманай, «Сосуд зоряної сили», яка мала об'єднатися з безсмертним чаклуном Тенґеном. Під час злиття, на них нападає найманець Тоджі Фушіґуро, який перемагає обох і вбиває Ріко. Годжьо, оговтавшись, убиває Тоджі, але Ґето починає сумніватися у своїх обов'язках чаклуна. Втомлений від постійного захисту не-чаклунів, він вирішує розірвати це коло та знищити всіх не-чаклунів, щоб запобігти появі нових проклятих духів. Ґето тікає зі школи та вбиває мешканців села за допомогою своїх сил. Годжьо протистоїть Ґето через його злочини, але не може його вбити та відпускає.
Він потрапив у засідку проклятих духів особливого рівня у Шібуї, і Кенджаку вдалося запечатати його в Тюремному Царстві після того, як він вигнав Ханамі. Тим не менш, Годжьо попросив Оккоцу захистити Юджі від страти, якщо з ним самим щось трапиться. Наприкінці «Ігор Винищення» його учні успішно звільняють його з Тюремного Царства і він негайно викликає Мегумі, нинішнього носія Сукуни, на дуель напередодні Різдва. Після жорстокої дуелі Сукуна вбиває Годжьо, розрубаючи його навпіл, і він зустрічається з Ґето та іншими загиблими друзями в іншому світі. Пізніше Юта Оккоцу використовує його труп, щоб допомогти Юджі в битві з Сукуною.

## Популярність
Сатору Годжьо був добре сприйнятий читачами та критиками серіалу. Під час опитування популярності Viz Media, проведеного в березні 2021 року, він був визнаний найпопулярнішим персонажем у франшизі. На 5-ій Crunchyroll Anime Awards Годжьо був номінований на найкращого чоловічого персонажа, а його бій проти Рьомена Сукуни був визнаний найкращим в тому році. Гра Юїчі Накамури в ролі Годжьо також була відзначена як одна з найкращих. Під час просування фільму Jujutsu Kaisen 0 спільно з SoftBank Group було створено рекламу з Годжьо в ролі собаки. У грудні 2021 року MAPPA та Shueisha також відсвяткували день народження Годжо, а PulpFiction Cine визнала його одним із найпопулярніших персонажів серіалу, а також рекламувала фільм.  У опитуванні 2021 року, проведеному LINE Research, Годжьо посів перше місце серед персонажів Jujutsu Kaisen.  Він також посів третє місце в нагороді за найкращого чоловічого персонажа в опитуванні 2021 Anime Grand Prix від Animage ‍після Юти Оккоцу з Jujutsu Kaisen 0 і Тенгена Узуї з Demon Slayer: Kimetsu no Yaiba. 

## Критика
Comic Book Resources назвали Годжьо 9-м за рівнем зрілості персонажем у серії, попри його дитячу особистість, що, на їхню думку, робить його дуже улюбленим серед читачів манги. В іншій статті цей же сайт назвав його одним із найнебезпечніших персонажів серії через надмірну силу, з якою не може зрівнятися ніхто інший у манзі. IGN також назвали його улюбленцем фанатів завдяки акценту на його особистості. StudyBreak також зазначив, що яскрава особистість Годжьо часто створює відповідну комічну рельєфність, зокрема, коли він реагує на те, що Фушіґуро нібито намагається познайомитися з жінкою, а також коли демонструє свою вражаючу майстерність у бою проти серйозних загроз.
Поворот подій у розділі манги, де Годжьо гине, призвів до того, що художник манги Кенджіро Хата перервав написання манги Fly Me to the Moon через необхідність оговтатися після «шокуючої» події. За даними IGN, Акутамі отримував погрози вбивством через смерть Годжо, яка стала шоком для багатьох читачів. У вересні 2023 року витік 236-го розділу манги викликав великий резонанс серед фанатів серії. Зміст розділу настільки здивував фанатів, що вони масово відреагували на це в соціальних мережах, і на платформі X хештег «#GojoSatoru» на момент публікації мав понад 11 400 постів. Comic Book Resources мали неоднозначні думки щодо смерті Годжьо, відзначаючи значний вплив цієї події на весь сюжет, оскільки більшість персонажів, які стали свідками його смерті, були його учнями. Проте вони вважали, що Акутамі надто прагнув зробити Jujutsu Kaisen темною серією, убиваючи багатьох персонажів у арці Сіндзюку. Смерть Годжьо, незважаючи на його впевненість під час протистояння Сукуні та Кенджаку, здобула популярність у соціальних мережах через іронічний кінець. Після закінчення серії GameRant високо оцінив персонажів Ґоджьо та Юти і зазначив, що вони затьмарили справжнього головного героя серіалу — Юджі.

## Нагороди
| Рік  | Нагорода                     | Категорія                        | Отримувач                               | Результат | Прим.         |
| ---- | ---------------------------- | -------------------------------- | --------------------------------------- | --------- | ------------- |
| 2021 | 5th Crunchyroll Anime Awards | Найкращий хлопець                | Сатору Годжьо                           | Номінація | [ 32 ] [ 33 ] |
| 2021 | 5th Crunchyroll Anime Awards | Найкраща бойова сцена            | Сатору Годжьо vs. Рьомен Сукуна         | Номінація | [ 32 ] [ 33 ] |
| 2021 | 43rd Anime Grand Prix        | Найкращий персонаж (чоловік)     | Сатору Годжьо                           | 2-е місце | [ 34 ]        |
| 2024 | 8th Crunchyroll Anime Awards | Найкращий персонаж другого плану | Сатору Годжьо в Jujutsu Kaisen Season 2 | Перемога  | [ 35 ] [ 36 ] |